# Georg Maliniak
Georg Maliniak (polnisch Jerzy Maliniak; * 1. Dezember 1895 in Warschau; † 23. Juni 1949 in London) war Kapellmeister, Studienmeister und Solokorrepetitor polnischer Herkunft.

## Leben
Maliniak studierte 1916/17-1919/20 Musiktheorie bei Franz Schreker und in der Kapellmeisterschule bei Franz Schalk, im letzten Studienjahr auch bei Ferdinand Löwe an der damaligen Staatsakademie für Musik und darstellende Kunst in Wien. Er war laut Soma Morgenstern auch Schüler Alban Bergs. Zunächst arbeitete er in Freiburg i. Br., in Graz und Reichenberg, am Nationaltheater Osijek und an der Oper Frankfurt. Während seiner Tätigkeit an den Städtischen Bühnen Frankfurt a. M. arbeitete er als Kapellmeister und Solokorrepetitor, und auch parallel hierzu als Lehrer an der Opernschule Frankfurt, dem sogenannten Hoch’schen Konservatorium. 1929 zog er mit seinem Kollegen Krauss weiter an die Wiener Staatsoper.
Georg Maliniak wurde 1930 an die Wiener Staatsoper berufen, um die Proben der Aufführung Alban Bergs Wozzeck unter der Leitung von Clemens Krauss durchzuführen. Clemens Krauss nannte ihn seinen „Edelkorrepetitoren“. Die Wiener Staatsoper nahm Maliniak auch unter Vertrag, und sein Vertrag wurde mehrmals verlängert. Er wurde Mitglied der Hofoper und wirkte in den dreißiger Jahren auch im Rahmen der Salzburger Festspiele. Insbesondere schrieb er auch die Übersetzung der Oper Der Jahrmarkt von Sorotschinzy von Modest Mussorgski, die in der Bearbeitung von Lothar Wallerstein im Frühjahr 1935 an der Wiener Staatsoper aufgeführt wurde. Maliniak stand auch mit dem polnischen Komponisten Karol Szymanowski in Kontakt und versuchte dessen Opern im deutschsprachigen Raum zu Bekanntheit zu bringen.
An der Wiener Staatsoper wurde 1938 durchgesetzt, dass alle „Beamte, die nicht arischer Abstammung sind, in den Ruhestand zu versetzen“ sind. Im Rahmen dieser Entlassungen wurde auch Georg Maliniak entlassen. Georg Maliniak und Clemens Krauss kannten einander aus der gemeinsamen Zeit in Wien und in Graz. Diese Freundschaft, die Georg Maliniak mit Clemens Krauss und seiner Ehefrau Viorica Ursuleac verband, rettete Maliniak und seine Familie. Krauss war erst musikalischer Leiter, später auch Intendant der Bayerischen Staatsoper zu München und gut im In- und Ausland vernetzt, und kannte viele Personen in London. Diese Kontakte halfen Maliniak und seiner Familie bei der Flucht nach England. Dort fand Maliniak jedoch keine feste Stelle. Es ist bekannt, dass er ab 1946 als Assistenzdirigent gelegentlich mit dem Dirigenten Alberto Erede kooperierte. Er arbeitete im Rahmen mehrerer Opernproduktionen wie La Bohème 1946–1948, Don Pasquale 1946–1948, Don Giovanni 1947–1949, Falstaff 1948 und Il barbiere di Siviglia 1949 mit der New London Opera Company und hatte in London Kontakt mit bedeutenden geflüchteten Musikern aus Österreich, Deutschland und Italien. Georg Maliniak nahm sich 1949 das Leben.

## Familie
Georg Maliniak heiratete 1928 Gerda Ellen Maliniak, geborene Rissler (* 12. März 1903 in Berlin; † 26. April 1984 in London). Aus diese Ehe ging eine Tochter hervor.